# The Futureheads
The Futureheads sind eine britische Indie-Rock-Band, die im Jahr 2000 in Sunderland gegründet wurde. Das Haus eines städtischen Jugendprojekts, in dem die Mitgründer Pete Brewis und Barry Hyde arbeiteten, wurde zum Proben genutzt, da dort kostenlos Raum zur Verfügung stand.

## Bandgeschichte
Die Geschichte der Futureheads begann in Barry Hydes Garage, in der die Jungs, gegen die Kälte kämpfend, Zukunftspläne schmiedeten. Als Band wechselten sie daraufhin ins Haus des Jugendprojekts von Sunderland, welches Jugendliche von der Straße wegzubekommen versuchte. Im Dezember 2000 hatten sie ihren ersten Auftritt im Ashbrooke Cricket Club, der trotz vier Songs nur sieben Minuten dauerte. Sie machten ein Demo, verkauften es in Indie-Plattenläden und wurden durch Mundpropaganda bekannter.
Als sie mit der Band Milky Wimpshake auf Europatour gingen, sprang Barry Hydes jüngerer Bruder Dave als Drummer ein, weil Pete Brewis zu sehr als Sänger mit seiner Band Electronic Eye Machine beschäftigt war (und später bei Field Music einsteigen sollte). Es entstanden neue Songs, ein Prozess, an dem die ganze Band beteiligt war. Nach der Tour brachten sie eine eigene Single heraus und wurden bald vom Indielabel Fantastic Plastic unter Vertrag genommen, bei dem sie zwei Singles veröffentlichten. Auftritte in Newcastle und London folgten; sie wechselten zu 679 Recordings und nahmen ihr Debütalbum mit Produzent Andy Gill (Gang Of Four) auf.
November 2005 wurde eine EP veröffentlicht, die die Wartezeit auf ihr zweites Album News and Tributes verkürzen sollte. Die Aufnahme dieses Albums sollte nach Angaben des New Musical Express nur 5 Wochen gedauert haben. Die erste Single Skip to the End wurde am 15. Mai veröffentlicht. News and Tributes folgte am 13. Juni 2006, die zweite Single Worry About It Later erschien am 14. August 2006.
Am 13. November verkündete die Band, dass sie 679 Recordings verlassen werde, da ihr Vertrag mit diesem Album auslaufe und sie mit der Vermarktung in Großbritannien und Europa seitens des Labels nicht zufrieden seien. Sie zeigten sich glücklich über diese Entscheidung, da es ihnen mehr Freiraum als Band bringe und sie nach einem günstigeren Angebot Ausschau halten wollten.
2010 traten die Futureheads als Vorband für Linkin Park auf.
2015 verkündete Dave Hyde in einem BBC-Interview das Ende der Band. 
Im Januar 2019 kündigte die Band ein neues Album und eine Tour an.

## Stil
Die Promotion-Firma Dustbowl-Sounds lokalisiert den Stil „irgendwo zwischen freigelegten Post-Punk-/New-Wave-Wurzeln, einem ausgeprägten Dreh für Melodie und der Hektik des digitalen Zeitalters: mündend in kraftvolle, mehrstimmige Vokalsätze, krachende Beats und splitternde Gitarren“. Als musikgeschichtliche Vergleiche werden gerne XTC, Devo und Gang Of Four herangezogen, gegenwärtige Vergleiche werden mit Bloc Party, Maxïmo Park und Franz Ferdinand angestellt.

## Diskografie
Alben
- The Futureheads (2004 / 679 Recordings)
- News and Tributes (2006 / 679 Recordings)
- This Is Not the World (2008 / Nul Records)
- The Chaos (2010 / Nul Records)
- Rant (2012 / Nul Records)
- Powers (2019 / Nul Records)

Singles
- 1 2 3 Nul (10. März 2004 / Fantastic Plastic)
- First Day (28. Juli 2004 / Fantastic Plastic)
- Decent Days and Decent Nights (26. Juli 2004 / 679 Recordings)
- Meantime (18. Oktober 2004 / 679 Recordings)
- Hounds of Love (21. Februar 2005 / 679 Recordings)
- Decent Days and Nights (Radio Mix) (9. Mai 2005 / 679 Recordings)
- Area (28. November 2005 / 679 Recordings)
- Skip to the End (15. Mai 2006 / 679 Recordings)
- Worry About It Later (14. August 2006 / 679 Recordings)
- Radio Heart (2008)
- Walking Backwards (2008)
- I Wouldn’t Be Like This If You Were Here (2009)
- Heartbeat Song (2010)

Kollaborationen
- Ever Fallen in Love (With Someone You Shouldn’t've) (21. November 2004) (Charity-Single im Gedenken an John Peel)
- Fit But You Know It mit The Streets (2004)
- Twelve Days of Christmas (The Joseph and Mary Chain) (19. Dezember 2005) (Charity-Single mit Field Music, Kathryn Williams, J Xaverre, This Ain’t Vegas, The Golden Virgins und John Egdell)

Coverversionen
- A Picture of Dorian Gray von Television Personalities (auf 1-2-3-nul! EP)
- Hounds of Love von Kate Bush (auf dem Debütalbum)